# Alexander Voormolen
Alexander Nicolaas Voormolen (født 3. marts 1895 i Rotterdam – død 12. november 1980 i Amsterdam, Holland) var en hollandsk komponist.
Voormolen studerede hos Albert Roussel i Paris. Han var nyklassissistisk i sin stil. Han har komponeret en symfoni, og en række orkesterværker.
Især den religiøse musik vagte hans store interresse.

## Udvalgte værker
- Symfoni (1942) - for orkester
- Symfoni Koncertante (1951) - for klarinet, valdhorn og strygeorkester